# Abdij van La Chaise-Dieu

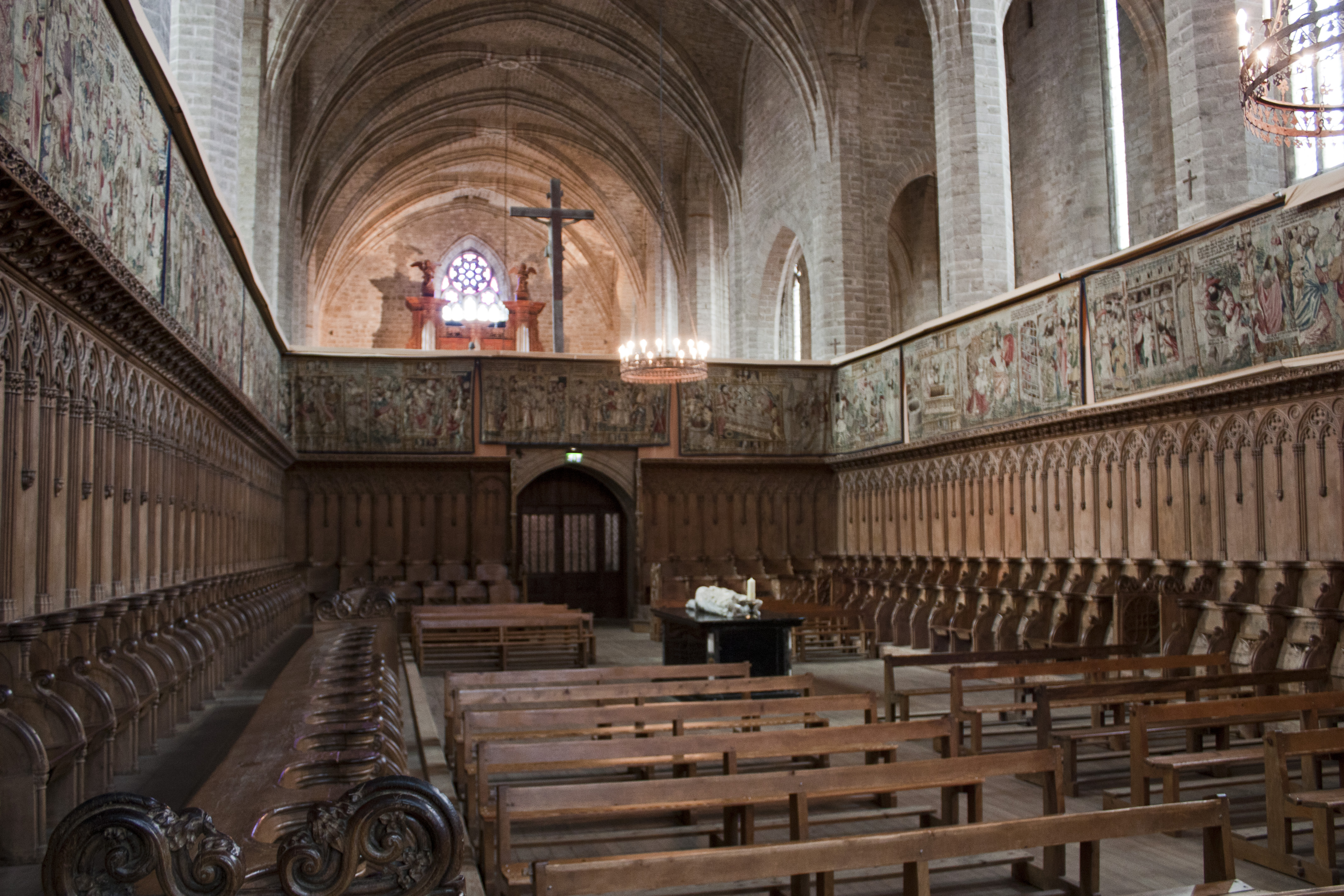
Koor van de abdijkerk met de tombe van paus Clemens VI.

De Abdij van La Chaise-Dieu (in Auvergne) is een oude benedictijnenabdij gelegen in de Franse gemeente La Chaise-Dieu in het departement Haute-Loire. De abdij was gewijd aan de heilige Robertus.
De benedictijnenabdij is beroemd om haar gotische architectuur, haar Danse macabre, haar bijzondere echozaal (la Salle des échos), haar wandtapijt van de Verschijning van Christus aan Maria-Magdalena en haar muziekfestival gesticht in 1966 door Georges Cziffra.

## Stichting
De abdij die haar naam – afgeleid van het middeleeuws Latijnse Casadei – heeft gegeven aan dit gedeelte van het plateau van Auvergne, is gesticht in 1043. De stichter was Robert de Turlande, de zoon van de rijke Auvergnatische ridder Robert de Turlande, en.eerder kanunnik in de collegiale kerk van Brioude, die enkele volgelingen verzamelde, onder wie Etienne de Chaliers en een zekere Delmas. De ontwikkeling van de abdij en het bijbehorende gehucht verliep zeer voorspoedig en trok al snel talrijke monniken aan (300 van de 11e tot de 13e eeuw), maar tevens ambachtslui, landbouwers, handelaars en zelfs rechtsgeleerden. De abdij kreeg een romaanse kerk en een belangrijke gastenverblijf. Vanuit de abdij werden verschillende dochterhuizen gesticht. Hieruit ontstond de congregatio casadeiensis, die een eeuw later zes abdijen en 340 priorijen telde.
In 1067, bij de dood van de stichter die weldra gecanoniseerd werd, telde de abdij 300 monniken en stond ze op het punt in Auvergne de gelijke van Cluny te worden. De tweede abt was Durand de Bredon. De abdij genoot van verschillende uitgebreide schenkingen van de grote lokale en bovenlokale elites: de Mercœur van La Voûte-Chilhac, de graven van Auvergne uit Vodable of van de Polignac nabij Puy.
In 1097, kwam Raymond de Saint-Gilles alvorens op kruistocht te vertrekken als pelgrim naar de abdij en deed een schenking aan Pons, abt van La Chaise-Dieu. Deze schenking werd bevestigd door de aartsbisschop van Arles, die afhing van de abdij. Als feodaal heer kon de abt van La Chaise-Dieu een beroep doen op een escorte van 13 of 14 paarden en werd hij tot de belangrijkste baronnen van Auvergne gerekend. 
Verschillende pausen zijn in La Chaise-Dieu voorbij gekomen : Urbanus II, Calixtus II, Innocentius II in 1132 die Rome moest verlaten ten gevolge van een schisma. In de 14e eeuw werd, Pierre Rogier, voormalig monnik van La Chaise-Dieu, paus te Avignon onder de naam Clemens VI. Hij financierde de constructie van de nieuwe abbatiale kerk waarin hij later werd begraven. Hij deed een beroep op de grootste architecten van zijn tijd: Hugues Morel, Pierre de Cébazat et Pierre Falciat. De gotische abdijkerk werd afgewerkt in en 1378, onder het pontificaat van paus Gregorius XI, de volle neef van Clemens VI.
De abdij werd onder Rançon de Montclar onder een striktere opvolging van de regel van Benedictus geplaatst.
In 1516 voelde de abdij de gevolgen van het concordaat op het systeem van de Commende te wijzigen. De commenditaire abten volgden elkaar op zonder ooit een voet in de abdij te zetten. De abdij van La Chaise-Dieu kende verschillende illustere van deze abten: kardinaal Adrien Gouffier de Boissy, de kardinalen Richelieu en Mazarin, Hendrik van Angoulême, een lid van de familie Mancini en een van de familie La Rochefoucauld.
De calvinistische troepen namen alle abdijen van Auvergne en Rouergue in en plunderden deze, zo ook La Chaise-Dieu op 2 augustus 1562. Een brand verwoestte in 1695 het grootste deel van de conventuele gebouwen; ze werden in de 17e en 18e eeuw herbouwd.
In 1640 voegde kardinaal Richelieu de abdij toe aan de mauristen (congregatie van Saint-Maur) omwille van de voortdurende ongehoorzaamheid van de abdijleden.
In februari 1790, tijdens de Franse revolutie, werd de abdij gesloten en vertrokken de monniken, er waren er nog ongeveer een dertigtal.
In 1786 werd kardinaal de Rohan, betrokken in de halssnoeraffaire van koningin Marie-Antoinette, hierheen verbannen.
Sinds 1975 is het religieuze leven in La Chaise-Dieu hernomen. Een kleine gemeenschap van Broeders van Sint-Jan leeft er een leven niet van zuiver moniale strekking, maar een apostolaat van de nabijheid.
Sinds 2001 herstelt de vereniging le Réseau Européen des Sites Casadéens, de banden tussen de vroegere vestigingen en dependances van de abdij van La Chaise-Dieu. Ze promoot het patrimonium van de vroegere congregatie, moedigt uitwisselingen aan en werkt samen rond de ontwikkeling van de sites op cultureel en toeristisch vlak.

## Architectuur

### Abdijkerk
De gotische abdijkerk verving een eerdere romaanse kerk waarvan geen sporen zijn overgebleven. Het om een versterkte hallenkerk met een donjon, de tour Clémentine.  Tijdens de bouw van de kerk woedde de Honderdjarige Oorlog. De kerk heeft een stenen doksaal. Een fresco uit de 15e eeuw over drie panelen en vier pilaren stelt een danse macabre voor, een van de eerste van zijn soort. 24 kerkelijke en wereldlijke hoogwaardigheidsbekleders worden er getoond in een dans met skeletten.
In de kerk zijn de graftomben van stichter Robert de Turlande en van paus Clemens VI. Dit laatste graf is bekroond met een gisant.
In het koor hing een wandtapijt met voorstellingen uit het leven van Jezus en van Maria, die in relatie worden gebracht met gebeurtenissen uit het Oude Testament. Het wandtapijt werd in 2013 gerestaureerd en kreeg in 2019 een eigen tentoonstellingsruimte.

### Klooster
Het gotische klooster (in de stijl van Languedoc) werd gebouwd aan het einde van de 14e eeuw. Er resten slechts twee galerijen, waarvan de bovenste diende als bibliotheek.

## Monniken en beroemde gasten
- Paus Clemens VI, voormalig monnik heeft er zijn graftombe
- Sint-Adelelmus van Burgos († 1097)
- Jean Soanen, bisschop van Senez († 1740), gevangene te La Chaise-Dieu.
- kardinal de Rohan in 1786, ten gevolge van halsnoeraffaire.

## Heraldiek
Het wapen van de abdij en de stad verschillen van elkaar. Respectievelijk verwijzen ze naar het wapen van paus Clemens VI en deze van de koningen van Frankrijk.

## Bezittingen, eigendommen en dependances
- Lijst van afhankelijke abdijen en priorijen van la Chaise-Dieu[6]

## Fotogalerij

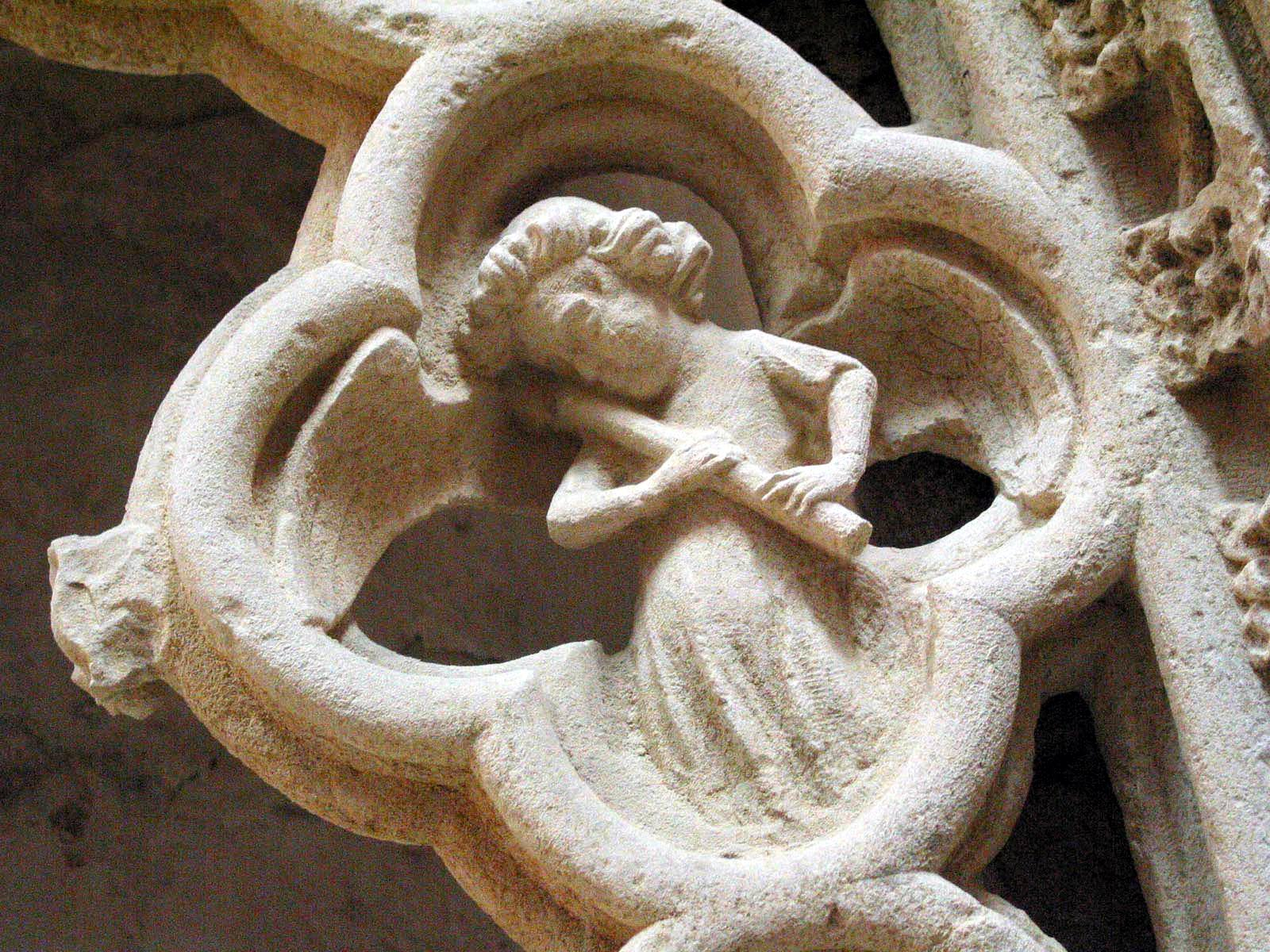
Musicerende engel op de fluit – detail uit de tombe van Rançon de Montclar.
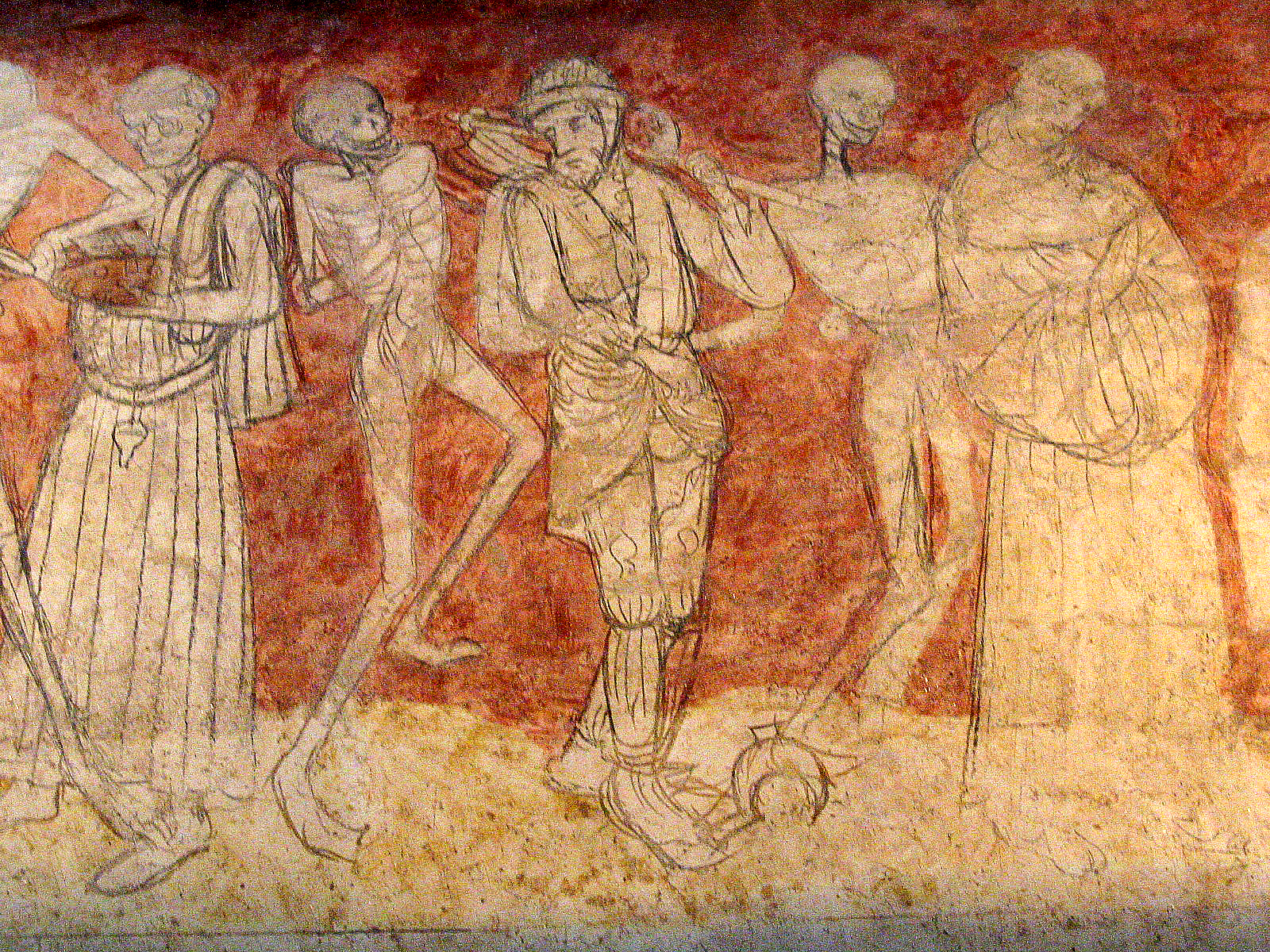
Fragment van het fresco van de Danse macabre (midden 15e eeuw).
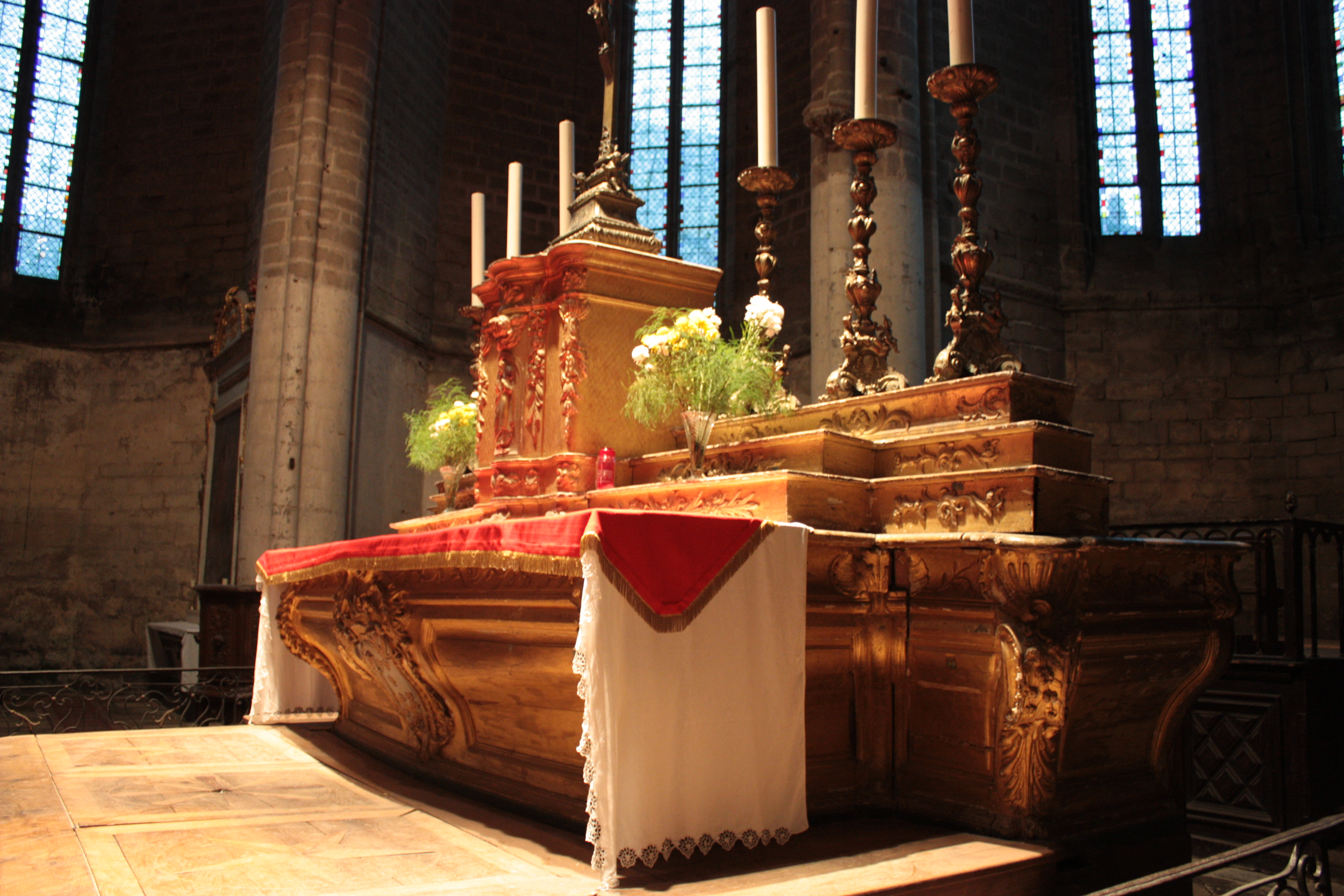
Tridentijns altaar van La Chaise-Dieu.
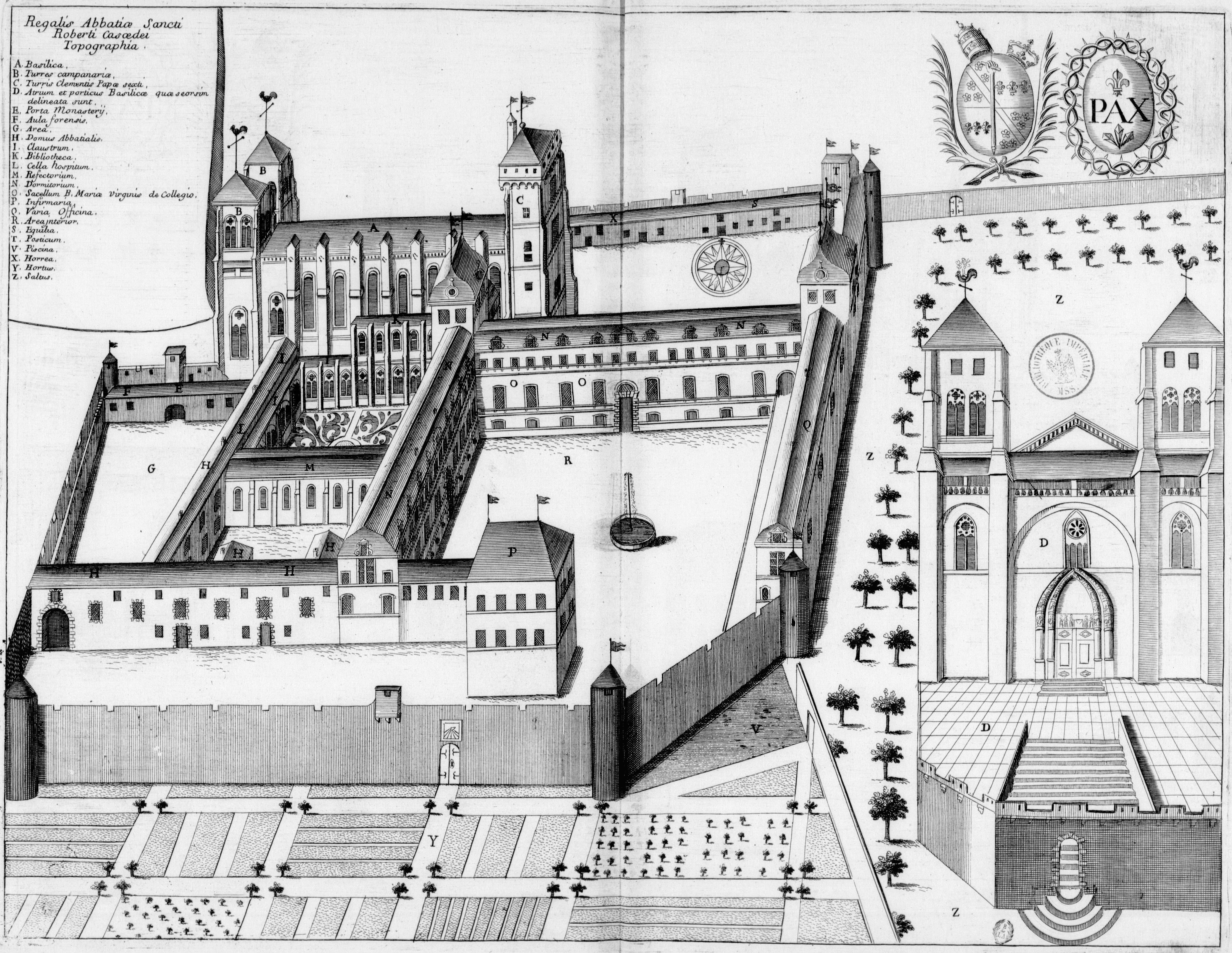
Abdij in de 17e eeuw, gravure in Monasticon Gallicanum.
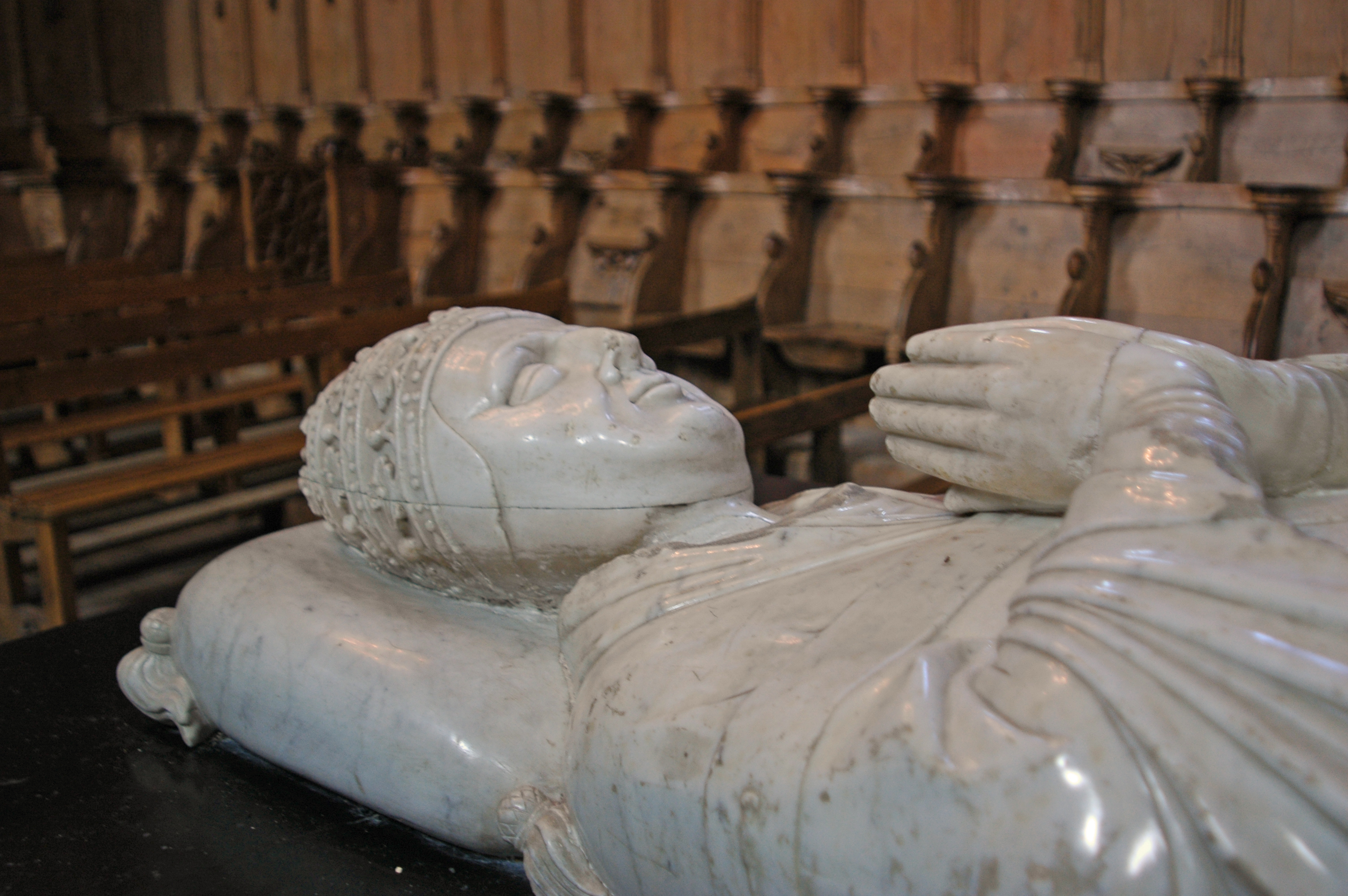
Graftombe van paus Clemens VI.